# Плавання на літніх Олімпійських іграх 1972
Змагання з плавання на літніх Олімпійських іграх 1972 в Мюнхені тривали з 28 серпня до 4 вересня 1972 року в Олімпія-Швіммгалле. Змагалися 532 спортсмени з 52-х країн.
Олімпійський рекорд побито принаймні по одному разу у всіх 29-х дисциплінах. У 20-х із цих дисциплін встановлено новий світовий рекорд.

## Дисципліни
Розіграно медалі в таких дисциплінах (усі змагання були на довгій воді, дистанції вказано в метрах):
- Вільний стиль: 50, 100, 200, 400, 800 (жінки) і 1500 (чоловіки);
- Плавання на спині: 100 і 200;
- Брас: 100 і 200;
- Батерфляй: 100 і 200;
- Індивідуальне комплексне плавання: 200 і 400;
- Естафети: 4×100 вільним стилем, 4×200 вільним стилем (чоловіки) і 4×100 комплексом.

## Країни-учасниці
Змагалися 532 плавці та плавчині з 52-х країн.
- Аргентина  (4)
- Австралія  (24)
- Австрія  (2)
- Бельгія  (4)
- Бразилія  (12)
- Болгарія  (3)
- Камбоджа  (4)
- Канада  (38)
- Китайський Тайбей  (3)
- Колумбія  (4)
- Чехословаччина  (3)
- Данія  (6)
- НДР  (37)
- Еквадор  (1)
- Єгипет  (2)
- Сальвадор  (7)
- Фінляндія  (1)
- Франція  (18)
- Велика Британія  (36)
- Греція  (5)
- Гонконг  (2)
- Угорщина  (16)
- Ісландія  (4)
- Ірландія  (7)
- Ізраїль  (1)
- Італія  (24)
- Ямайка  (1)
- Японія  (15)
- Кувейт  (2)
- Ліван  (2)
- Малайзія  (2)
- Мексика  (22)
- Нідерланди  (19)
- Нова Зеландія  (6)
- Норвегія  (4)
- Перу  (3)
- Філіппіни  (7)
- Польща  (5)
- Румунія  (3)
- Сінгапур  (3)
- Південна Корея  (1)
- СРСР  (26)
- Іспанія  (9)
- Швеція  (15)
- Швейцарія  (10)
- Тринідад і Тобаго  (1)
- Туреччина  (2)
- США  (51)
- Уругвай  (2)
- Венесуела  (4)
- ФРН  (44)
- Югославія  (5)

## Таблиця медалей
| Місце               | Країна                | Золото | Срібло | Бронза | Загалом |
| ------------------- | --------------------- | ------ | ------ | ------ | ------- |
| 1                   | США (USA)             | 17     | 14     | 12     | 43      |
| 2                   | Австралія (AUS)       | 6      | 2      | 2      | 10      |
| 3                   | НДР (GDR)             | 2      | 5      | 2      | 9       |
| 4                   | Японія (JPN)          | 2      | 0      | 1      | 3       |
| 5                   | Швеція (SWE)          | 2      | 0      | 0      | 2       |
| 6                   | СРСР (URS)            | 0      | 2      | 3      | 5       |
| 7                   | Канада (CAN)          | 0      | 2      | 2      | 4       |
| 8                   | ФРН (FRG)             | 0      | 1      | 3      | 4       |
| 9                   | Італія (ITA)          | 0      | 1      | 2      | 3       |
| 9                   | Угорщина (HUN)        | 0      | 1      | 2      | 3       |
| 11                  | Велика Британія (GBR) | 0      | 1      | 0      | 1       |
| Загалом (11 збірна) | Загалом (11 збірна)   | 29     | 29     | 29     | 87      |

## Медалісти

### Чоловіки
| Дисципліни                      | Золото                                                       | Золото        | Срібло                                                                   | Срібло       | Бронза                                                                    | Бронза   |
| ------------------------------- | ------------------------------------------------------------ | ------------- | ------------------------------------------------------------------------ | ------------ | ------------------------------------------------------------------------- | -------- |
| 100 м вільним стилем            | Марк Шпіц (USA)                                              | 51.22 (WR)    | Джеррі Гайденрайх (USA)                                                  | 51.65        | Володимир Буре (URS)                                                      | 51.77    |
| 200 м вільним стилем            | Марк Шпіц (USA)                                              | 1:52.78 (WR)  | Стів Джентер (USA)                                                       | 1:53.73      | Вернер Лампе (FRG)                                                        | 1:53.99  |
| 400 м вільним стилем            | Бред Купер (AUS)                                             | 4:00.27 (OR)  | Стів Джентер (USA)                                                       | 4:01.94      | Том Макбрін (USA)                                                         | 4:02.64  |
| 1500 м вільним стилем           | Майк Бертон (USA)                                            | 15:52.58 (WR) | Ґрем Віндітт (AUS)                                                       | 15:58.48     | Даґ Нортвей (USA)                                                         | 16:09.25 |
| 100 м на спині                  | Роланд Маттес (GDR)                                          | 56.58 (OR)    | Майк Стамм (USA)                                                         | 57.70        | Джон Мерфі (USA)                                                          | 58.35    |
| 200 м на спині                  | Роланд Маттес (GDR)                                          | 2:02.82 (WR)  | Майк Стамм (USA)                                                         | 2:04.09      | Мітч Айві (USA)                                                           | 2:04.33  |
| 100 м брасом                    | Нобутака Таґуті (JPN)                                        | 1:04.94 (WR)  | Том Брюс (USA)                                                           | 1:05.43      | Джон Генкен (USA)                                                         | 1:05.61  |
| 200 м брасом                    | Джон Генкен (USA)                                            | 2:21.55 (WR)  | Девід Вілкі (GBR)                                                        | 2:23.67      | Нобутака Таґуті (JPN)                                                     | 2:23.88  |
| 100 м батерфляєм                | Марк Шпіц (USA)                                              | 54.27 (WR)    | Брюс Робертсон (CAN)                                                     | 55.56        | Джеррі Гайденрайх (USA)                                                   | 55.74    |
| 200 м батерфляєм                | Марк Шпіц (USA)                                              | 2:00.70 (WR)  | Ґері Голл-старший (USA)                                                  | 2:02.86      | Робін Бекгаус (USA)                                                       | 2:03.23  |
| 200 м комплексом                | Ґуннар Ларссон (SWE)                                         | 2:07.17 (WR)  | Тім Маккі (USA)                                                          | 2:08.37      | Стів Фернісс (USA)                                                        | 2:08.45  |
| 400 м комплексом                | Ґуннар Ларссон (SWE)                                         | 4:31.98 (OR)  | Тім Маккі (USA)                                                          | 4:31.98 (OR) | Андраш Харгітай (HUN)                                                     | 4:32.70  |
| Естафета 4×100 м вільним стилем | США (USA) Девід Едґар Джон Мерфі Джеррі Гайденрайх Марк Шпіц | 3:26.42 (WR)  | СРСР (URS) Володимир Буре Віктор Мазанов Віктор Абоїмов Ігор Гривенников | 3:29.72      | НДР (GDR) Роланд Маттес Вільфрід Гартунґ Петер Брух Луц Унґер             | 3:32.42  |
| Естафета 4×200 м вільним стилем | США (USA) Джон Кінселла Фред Тайлер Стів Джентер Марк Шпіц   | 7:35.78 (WR)  | ФРН (FRG) Клаус Штайнбах Вернер Лампе Ганс Фоселер Ганс Фаснахт          | 7:41.69      | СРСР (URS) Ігор Гривенников Віктор Мазанов Георгій Куликов Володимир Буре | 7:45.76  |
| Естафета 4×100 м комплексом     | США (USA) Майк Стамм Том Брюс Марк Шпіц Джеррі Гайденрайх    | 3:48.16 (WR)  | НДР (GDR) Роланд Маттес Клаус Кацур Гартмут Флекнер Луц Унґер            | 3:52.26      | Канада (CAN) Ерік Фіш Вільям Магоні Брюс Робертсон Роберт Кастінґ         | 3:53.26  |

### Жінки
| Дисципліни                      | Золото                                                          | Золото       | Срібло                                                              | Срібло  | Бронза                                                               | Бронза  |
| ------------------------------- | --------------------------------------------------------------- | ------------ | ------------------------------------------------------------------- | ------- | -------------------------------------------------------------------- | ------- |
| 100 м вільним стилем            | Сенді Нілсон (USA)                                              | 58.59 (OR)   | Ширлі Бабашофф (USA)                                                | 59.02   | Шейн Ґоулд (AUS)                                                     | 59.06   |
| 200 м вільним стилем            | Шейн Ґоулд (AUS)                                                | 2:03.56 (WR) | Ширлі Бабашофф (USA)                                                | 2:04.33 | Кіна Ротгаммер (USA)                                                 | 2:04.92 |
| 400 м вільним стилем            | Шейн Ґоулд (AUS)                                                | 4:19.04 (WR) | Новелла Каллігаріс (ITA)                                            | 4:22.44 | Ґудрун Веґнер (GDR)                                                  | 4:23.11 |
| 800 м вільним стилем            | Кіна Ротгаммер (USA)                                            | 8:53.68 (WR) | Шейн Ґоулд (AUS)                                                    | 8:56.39 | Новелла Каллігаріс (ITA)                                             | 8:57.46 |
| 100 м на спині                  | Мелісса Белоут (USA)                                            | 1:05.78 (OR) | Андреа Дьярматі (HUN)                                               | 1:06.26 | Сьюзі Етвуд (USA)                                                    | 1:06.34 |
| 200 м на спині                  | Мелісса Белоут (USA)                                            | 2:19.19 (WR) | Сьюзі Етвуд (USA)                                                   | 2:20.38 | Донна Ґерр (CAN)                                                     | 2:23.22 |
| 100 м брасом                    | Кеті Карр (USA)                                                 | 1:13.58 (WR) | Галина Прозуменщикова (URS)                                         | 1:14.99 | Беверлі Вітфілд (AUS)                                                | 1:15.73 |
| 200 м брасом                    | Беверлі Вітфілд (AUS)                                           | 2:41.05 (OR) | Дейна Шоенфілд (USA)                                                | 2:42.05 | Галина Прозуменщикова (URS)                                          | 2:42.36 |
| 100 м батерфляєм                | Маюмі Аокі (JPN)                                                | 1:03.34 (WR) | Росвіта Баєр (GDR)                                                  | 1:03.61 | Андреа Дьярматі (HUN)                                                | 1:03.73 |
| 200 м батерфляєм                | Керен Мое (USA)                                                 | 2:15.57 (WR) | Лінн Колелла (USA)                                                  | 2:16.34 | Еллі Денієл (USA)                                                    | 2:16.74 |
| 200 м комплексом                | Шейн Ґоулд (AUS)                                                | 2:23.07 (WR) | Корнелія Ендер (GDR)                                                | 2:23.59 | Лінн Відалі (USA)                                                    | 2:24.06 |
| 400 м комплексом                | Ґейл Нілл (AUS)                                                 | 5:02.97 (WR) | Леслі Кліфф (CAN)                                                   | 5:03.57 | Новелла Каллігаріс (ITA)                                             | 5:03.99 |
| Естафета 4×100 м вільним стилем | США (USA) Ширлі Бабашофф Джейн Баркмен Дженні Кемп Сенді Нілсон | 3:55.19 (WR) | НДР (GDR) Андреа Айфе Корнелія Ендер Ельке Земіш Ґабріеле Вецко     | 3:55.55 | ФРН (FRG) Ґудрун Бекманн Гайдемарі Райнек Анґела Штайнбах Ютта Вебер | 3:57.93 |
| Естафета 4×100 м комплексом     | США (USA) Мелісса Белоут Кеті Карр Діна Дірдурфф Сенді Нілсон   | 4:20.75 (WR) | НДР (GDR) Хрістіне Гербст Ренате Фоґель Росвіта Баєр Корнелія Ендер | 4:24.91 | ФРН (FRG) Ґудрун Бекманн Френі Еберле Зільке Пілен Гайдемарі Райнек  | 4:26.46 |

## Галерея медалістів
Деякі з олімпійських медалістів Мюнхена:

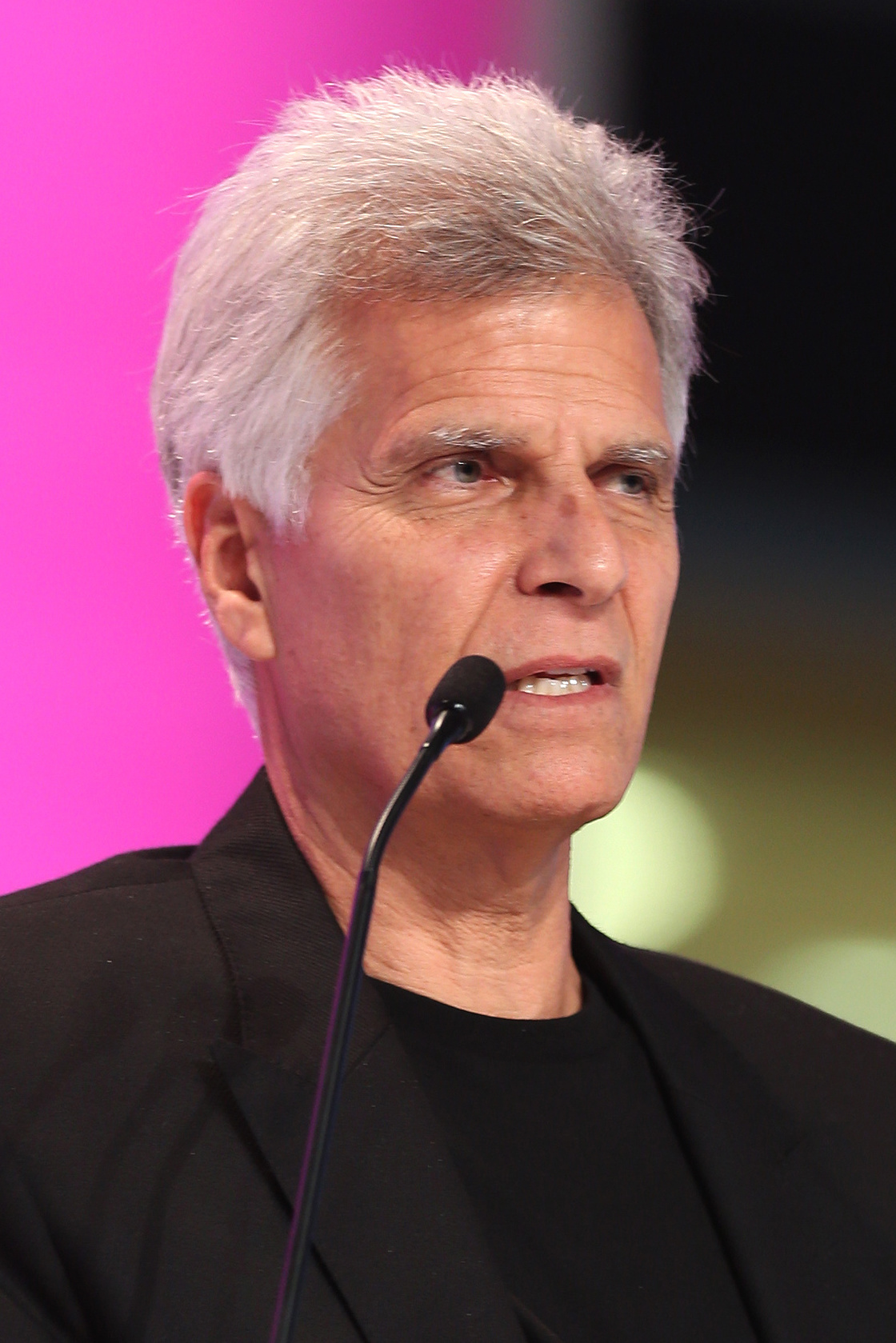
Марк Шпіц, переможець на дистанціях 100 метрів вільним стилем, 200 м вільним стилем, 100 м батерфляєм, 200 м батерфляєм, а також в естафетах 4×100 м вільним стилем, 4×200 м вільним стилем і 4×100 м комплексом.
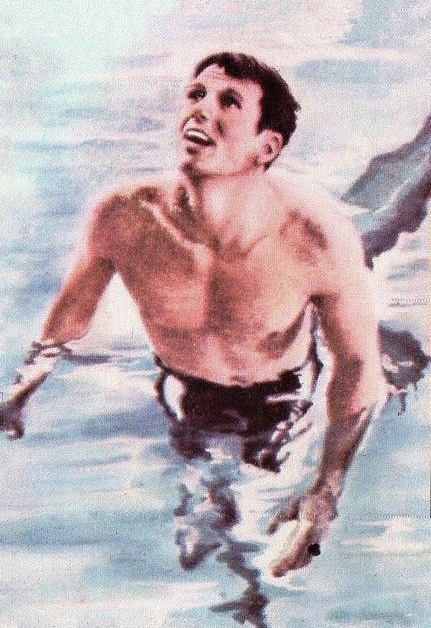
Майк Бертон, переможець на дистанції 1500 м вільним стилем.
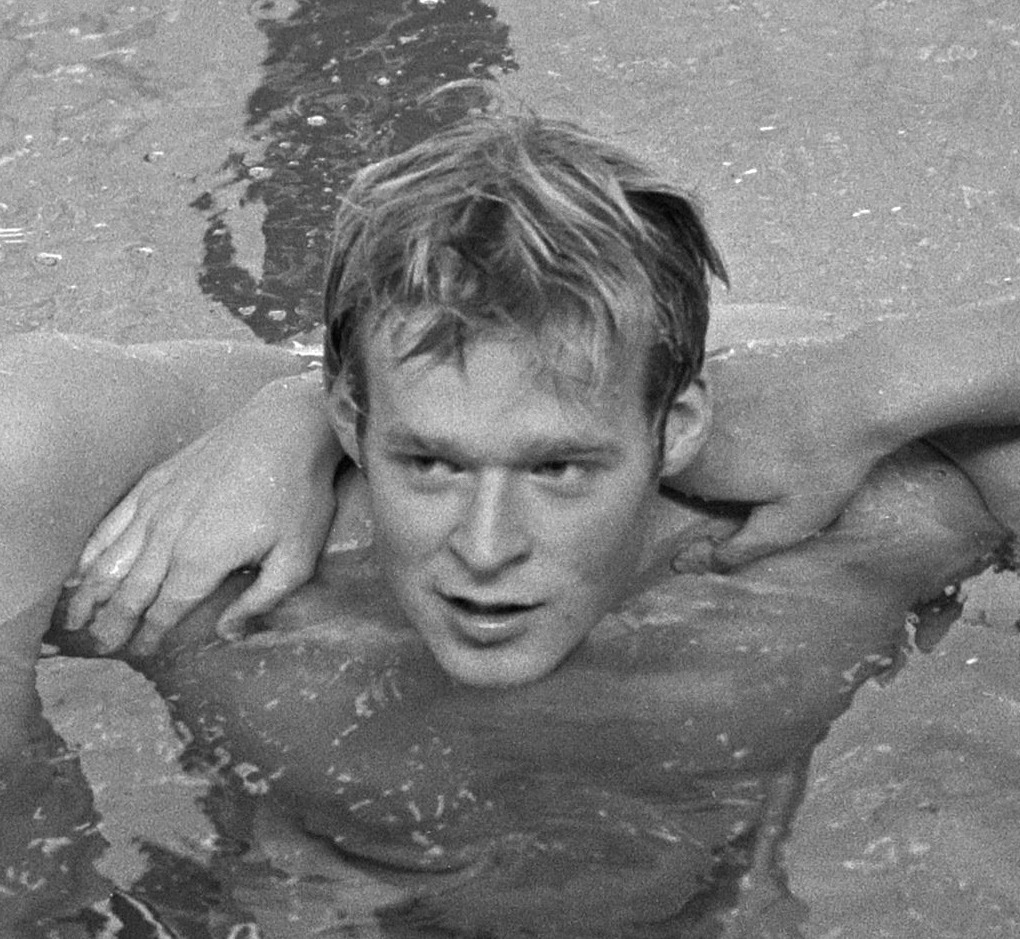
Ґуннар Ларссон, переможець на дистанціях 200 і 400 метрів комплексом.
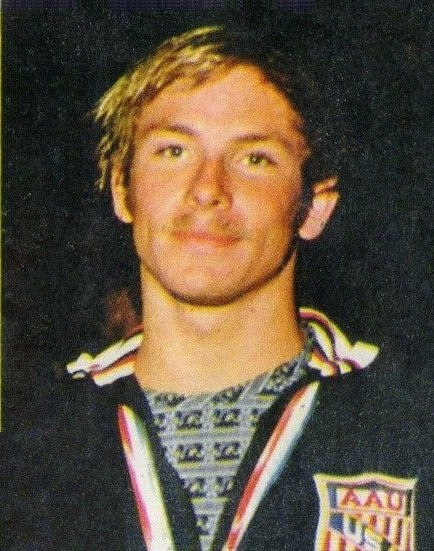
Джон Генкен, переможець на дистанції 200 м брасом.
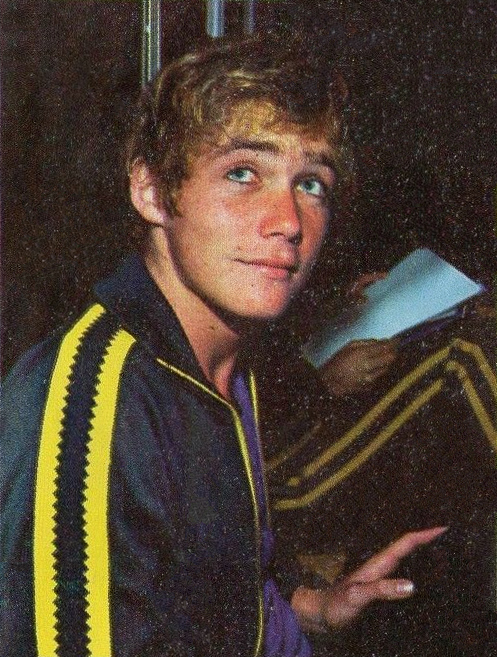
Бред Купер, переможець на дистанції 400 м вільним стилем.
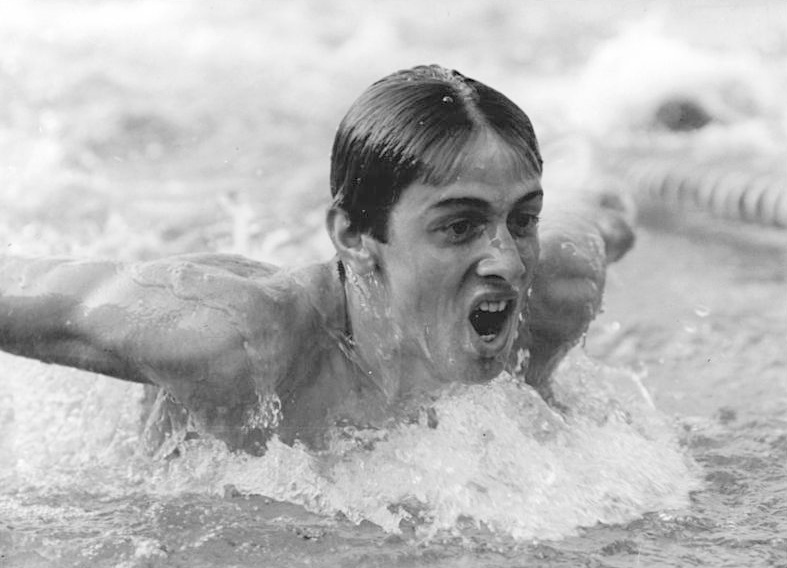
Роланд Маттес, переможець на дистанціях 100 і 200 метрів на спині.
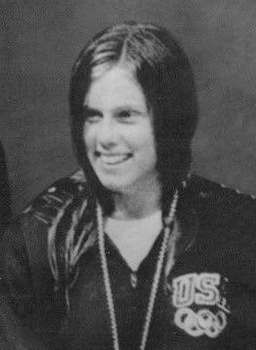
Кеті Карр, переможниця на дистанції 100 м брасом і в естафеті 4×100 м комплексом.
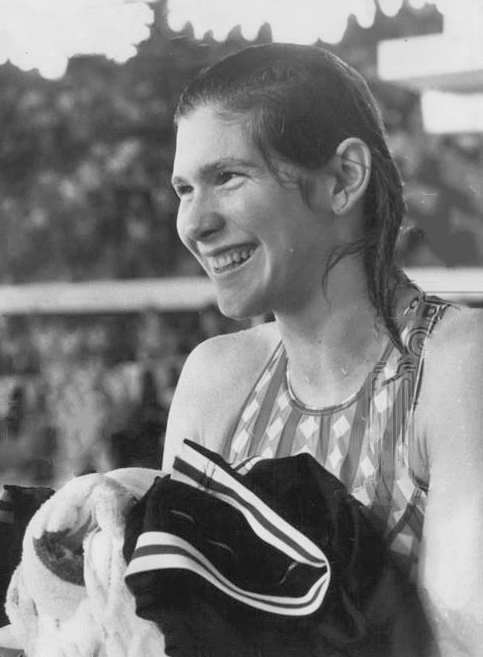
Мелісса Белоут, переможниця на дистанціях 100 і 200 м на спині, а ще в естафеті 4×100 м комплексом.